# Ясуда, Павел Хисао
Павел Хисао Ясуда (20 декабря 1921, Япония — 23 апреля 2016 года) — католический прелат, архиепископ Осаки с 15 ноября 1978 года по 10 мая 1997 год.

## Биография
21 мая 1955 года Павел Хисао Ясуда был рукоположён в священника.
5 февраля 1970 года Римский папа Павел VI назначил Павла Хисао Ясуду вспомогательным епископом Осаки и титулярным епископом Тукки. 21 марта 1970 года состоялось рукоположение Павла Хисао Ясуды в епископа, которое совершил титулярный архиепископ Тира Бруно Вюстенберг в сослужении с архиепископом Осаки Павлом Ёсигоро Тагути и епископом Киото Павлом Ёшиюки Фуруей.
15 ноября 1978 года Павел Хисао Ясуда был назначен архиепископом Осаки. 10 мая 1997 года вышел в отставку.